# Юм (река)
Юм — река в России, протекает по Юрлинскому району Пермского края. Устье реки находится на 190-м км по правому берегу реки Коса. Длина составляет 59 км. Площадь водосборного бассейна — 470 км². Берёт начало от слияния Северного Юма и Южного Юма.
Северный и Южный Юм сливаются у деревни Березова (Юрлинское сельское поселение) в 30 км к северо-западу от районного центра села Юрла. Река течёт на восток, затем поворачивает на северо-восток, русло извилистое. На реке стоит село Юм и деревни Кладова, Крысанова, Келич и Деткина (все — Юрлинское сельское поселение). Впадает в Косу в 20 км к северо-западу от Юрлы, ширина реки у устья — 15 метров.

## Притоки
(указано расстояние от устья)
- река Холодяна (лв)
- 15 км: река Маркова Речка (лв)
- река Шаригина (пр)
- река Блудиха (лв)
- река Комариха (пр)
- река Чёрная (пр)
- река Таволожанка (пр)
- река Трошков Чир (пр)
- 42 км: река Чир (в водном реестре — без названия, лв)
- 46 км: река Большая Елога (в водном реестре — без названия, пр)
- река Рессь (лв)
- река Якунинская (пр)
- река Берёзовка (лв)

## Данные водного реестра
По данным государственного водного реестра России относится к Камскому бассейновому округу.
Водохозяйственный участок реки — Кама от истока до водомерного поста у села Бондюг.
Речной подбассейн реки — бассейны притоков Камы до впадения Белой.
Речной бассейн реки — Кама.
Код объекта в государственном водном реестре — 10010100112111100002430.